# Fu Hao (Diplomat)
Fu Hao (chinesisch 符浩; * 13. April 1916 in Liquan, Xianyang, Shaanxi; † 17. Juni 2016) war ein Diplomat der Volksrepublik China und Politiker der Kommunistischen Partei Chinas (KPCh), der zwischen 1972 und 1974 Vize-Außenminister, zwischen 1974 und 1977 Botschafter in Vietnam, von 1977 bis 1982 Botschafter in Japan sowie zwischen 1981 und 1982 abermals Vize-Außenminister war.

## Leben
Fu Hao engagierte sich bereits in den 1930er und 1940er Jahren in der politischen und journalistischen Arbeit der Volksbefreiungsarmee und war zwischen Februar und Juli 1946 im Range eines Obersts Vertreter der Kommunistischen Partei Chinas (KPCh) der 15. Mediationsgruppe des Büros für militärische Mediation und Ausführung in Dezhou, wo er Gespräche mit der Kuomintang und Vertretern der USA führte. Nach Gründung der Volksrepublik China am 1. Oktober 1949 trat er 1950 in den auswärtigen Dienst ein und war zunächst zwischen Juli 1950 und August 1952 Botschaftsrat an der Botschaft in der Mongolischen Volksrepublik. Nach seiner Rückkehr war er von August 1952 bis September 1954 erst stellvertretender Referatsleiter und dann im Anschluss zwischen September 1954 und August 1955 stellvertretender Generaldirektor der Abteilung Asien im Außenministerium.
Daraufhin fungierte Fu von August 1955 bis Januar 1962 als Botschaftsrat an der Botschaft in Indien sowie zwischen Januar 1962 und Juni 1964 als stellvertretender Generaldirektor der Personalabteilung, ehe er im Anschluss von Juni 1964 bis Mai 1970 in Personalunion stellvertretender Chef der Politischen Hauptabteilung und Generaldirektor der Personalabteilung des Außenministeriums war. Nach einer Verwendung zwischen Mai 1970 und September 1972 als Chef der Allgemeinen Abteilung des Außenministeriums war er von Mai 1972 bis September 1974 erstmals Vize-Außenminister. Im September 1974 löste er Wang Youping als Botschafter in Vietnam ab und verblieb auf diesem Posten bis April 1977, woraufhin Chen Zhifang im September 1977 seine dortige Nachfolge antrat. Er selbst übernahm daraufhin von Chen Chu den Posten als Botschafter in Japan, den er bis Februar 1982 bekleidete und im Anschluss von Song Zhiguang abgelöst wurde. Er war von Dezember 1981 bis April 1982 zugleich erneut Vize-Außenminister und des Weiteren zwischen Februar 1982 und Mai 1983 Berater des Außenministeriums. In dieser Funktion war Sondergesandter und Leiter der chinesischen Delegation bei der zweiten Verhandlungsrunde zur Verbesserung der chinesisch-indischen Beziehungen.
1983 wurde er Mitglied des Nationalen Volkskongresses, dem er in der sechsten und siebten Legislaturperiode bis 1993 angehörte. Während dieser Zeit er Mitglied des Ständigen Ausschusses des Nationalen Volkskongresses sowie Vize-Vorsitzender von dessen Auswärtigen Ausschuss. In dieser Funktion leitete er zwischen 1986 und 1991 mehrmals chinesische Delegationen bei Auslandsbesuchen. Daneben verfasste er auch eine Gedichtsammlung.